# Шампињи (Јон)
Шампињи (фр. Champigny) насеље је и општина у источном делу централне Француске у региону Бургоња, у департману Јон која припада префектури Санс.
По подацима из 2011. године у општини је живело 2235 становника, а густина насељености је износила 105,03 становника/km². Општина се простире на површини од 21,28 km². Налази се на средњој надморској висини од 59 метара (максималној 192 m, а минималној 54 m).

## Демографија
| 1962. | 1968. | 1975. | 1982. | 1990. | 1999. | 2011. |
| ----- | ----- | ----- | ----- | ----- | ----- | ----- |
| 1.101 | 1.167 | 1.143 | 1.424 | 1.782 | 1.887 | 2.235 |

График промене броја становника у току последњих година